# Xã Lynn, Quận Henry, Illinois
Xã Lynn (tiếng Anh: Lynn Township) là một xã thuộc quận Henry, tiểu bang Illinois, Hoa Kỳ. Năm 2010, dân số của xã này là 745 người.